# Операције Вулкан и Удар
Операција Вулкан (22. априла–6. маја 1943) и Операција Удар (6–12. маја 1943) били су последњи напади савезничких снага против италијанских и немачких снага у Тунису,Кап Бону, и Бизерти, последњих упоришта Осовине у северној Африци током Туниске кампање Другог светског рата. Почетна офанзива названа је Вулкан, али 30. априла постало је јасно да је неопходна измена плана да би се постигао успех. Завршна фаза напада на Тунис названа је Удар (Strike) и започета 6 дана касније.
Генералфелдмаршал Ервин Ромел је веровао да је положај Осовине у Тунису неодржив, и препоручио је евакуацију свих немачких трупа у Италију, где је веровао да могу бити корисније. Његов савет је одбио Адолф Хитлер. У априлу 1943. године велики ваздушни напори Савезничких снага (Операција Лан) прекинули су снабдевање Осовине у Северној Африци. 2. корпус САД, којим је командовао генерал-мајор Омар Нелсон Бредли, окружио је последње браниоце у Енфидавилеу, окончавајући напоре Осовине у Северној Африци. Операција Одмазда и савезничка контрола ваздуха и мора спречили су било какву већу евакуацију трупа Осовине у Италију.

## Позадина

### Савезнички планови
Џеп у Међезу је био ослобођен и бочни путеви на подручју 5. корпуса су очишћени, тако да је заповедник савезничке Прве армије у Тунису, генерал Кенет Андерсон могао обратити пуну пажњу на наредбе које је 12. априла добио од Александера за припрему великог напада, заказаног за 22. април, за освајање града Туниса.
До 18. априла, након напада Осме армије са југа и обилазних (бочних) напада 9. корпуса и француског 19. корпуса, снаге Осовине су биле потиснуте у одбрамбену линију на североисточној обали Туниса, покушавајући да заштите своје линије снабдевања, али са мало наде да ће борба трајати дуго.
Александер је планирао да, док би 2. амерички корпус напао на север према Бизерти, Прва армија би напала према граду Тунису, док би Осма армија напала северно од Енфидавила. Андерсон би координирао акције Прве армије и 2. корпуса САД. Андерсонов план је био да главни напад буде у центру фронта 5. корпуса у Међезу, насупрот главним одбрамбеним положајима Осовине. Међутим, 9. корпус са десне стране би најпре напао североисточно са намером да, брзином кретања, зађе иза положаја Међез и поремети њихове оклопне резерве. 2. амерички корпус би направио двоструки напад: један за заузимање вишег терена на левом крилу 5. корпуса, а други према Бизерти. Француски 19. корпус би сачекао док 9. корпус и Осма армија не привуку отпор на себе, а потом би напредовао према Понт ду Фахс.

### Операција Лан
У овој фази савезнички авиони померени су на аеродроме у Тунису како би спречили снадбевање трупа Осовине у Северној Африци (Operation Flax-Операција Лан) и велики број немачких транспортних авиона срушен је између Сицилије и Туниса.

### Операција Одмазда
Британски разарачи са Малте спречили су снабдевање, појачање или евакуацију Туниса морским путем (Operation Retribution-Операција Одмазда). Адмирал Канингем, Ајзенхауеров командант Поморских снага, издао је Нелсонове наредбе својим бродовима: "Потапајте, палите, хватајте, уништите. Не пуштајте ништа.", али врло мало бродова Осовине је покушало пролаз.

## Битка

### Увод
Савезничке снаге су се реорганизовале и током ноћи 19. и 20. априла, Осма армија је освојила Енфидавиле од италијанске 16. моторизоване дивизије Пистоја, која је неколико пута вршила контранападе у наредна три дана и била је одбијена, а борба у Такроуни се такође одвијала са променљивом срећом. Северно напредовање Осме армије је "скратило" линију фронта 2. корпуса САД, дозвољавајући корпусу да се повуче и пребаци на северни крај савезничког фронта. Немачки заповедник Јирген фон Арним је знао да је офанзива савезника била неизбежна, па је покренуо противнапад ноћу, 20-21. априла, између Међеза и Гоубелата на фронту 9. корпуса. Дивизија Херман Геринг, подржана од тенкова из 10. оклопне дивизије, продрла је до 5 mi (8,0 km) (8,0 km) у неким тачкама, али није могла да изазове генерално повлачење Савезника и на крају се вратила на своје линије. Није било озбиљних поремећаја у савезничким плановима, осим што је први напад офанзиве, од стране 9. корпуса, одложен за четири сата од 4:00 ујутро 22. априла.

### Операција Вулкан
Ујутро 22. априла, 46. дивизија напала је на фронту 9. корпуса, стварајући пролаз за 6. оклопну дивизију до мрака, након чега је пратила 1. оклопна дивизија, која је ударила на исток у наредна два дана, али недовољно брзо да би спречила стварање снажне противтенковске одбране која је зауставила њихово напредовање. Битка је извлачила оклопне резерве Осовине на југ, далеко од централног фронта. С обзиром на то да није постојао даљи напредак, Андерсон је повукао 6. оклопну дивизију и већину 46. пешадијске дивизије у резерву. Напад 5. корпуса почео је увече 22. априла, а 2. корпус је започео своју офанзиву у раним сатима 23. априла у бици на брду 609, у којој је освојено брдо, што је отворило пут до Бизерте. У одлучној борби прса у прса против дивизије Херман Геринг, 334. пешадијске и 15. оклопне дивизије, требало је 5. корпусу са 1., 4. и 78. пешадијском дивизијом, уз подршку армијских тенкова и тешке артиљерије, осам дана да би продрли 9,7 km ( 6 ми) и заузели већину одбрамбених позиција Осовине.
Борба је била са обостраним губицима, али у бици код брда Лонгстоп, Лонгстоп је освојен, што је отворило пут за Тунис, а Андерсон је сматрао да је пробој неизбежан.30. априла, након неуспелог покушаја 169. пешадијске бригаде, из недавно стигле 56. пешадијске дивизије (Лондон), која је управо стигла преко 3.300 миља од Сирије, постало је јасно и Монтгомерију и Александеру да напад Осме армије северно од Енфидавила, у снажно брањен и тежак терен, не би успео. Генерал Александер је Монтгомерију дао задатак да задржава непријатеља, и пребацио британску 7. оклопну дивизију, 4. индијску пешадијску дивизију и 201. гардијску моторну бригаду из Осме армије у Прву армију, да се придруже британској 1. оклопној дивизији која је пребачена пре главне офанзиве.

### Операција Удар
Премештања су завршена до ноћи 5. маја; Андерсон је договорио концентрацију макета тенкова близу Боу Арада на фронту 9. корпуса, како би скренуо пажњу од доласка 7. оклопне дивизије у сектору Међез и постигао значајну меру изненађења у погледу величине оклопне силе када је напад је почео. Коначни напад је почео у 3: 30 ујутро 6. маја од стране 9. корпуса (командовао генерал-потпуковник Брајан Хорокс који је преузео од генерал-потпуковника Џона Крокера, који је био рањен). 5. корпус, под генерал-потпуковником Чарлсом Алфријем, извршио је прелиминарни напад 5. маја, како би заузео виши терен и обезбедио леви бок 9. корпуса.

#### Фарма Кактус
Борбе су биле тешке, са немачким јединицама на добро припремљеним и утврђеним положајима. У напредовању ка Тунису, британска 4. пешадијска дивизија, део 9. корпуса, се сукобила са елитном немачком падобранском дивизијом Херман Геринг. Британски напад је био скуп, а претходни напади одбијени су великим губицима.
На фарми "Кактус", британска пешадија се суочила са жестоком ватром од добро прикривених немачких падобранаца. најзад, Черчил тенкови 12. краљевског тенковског пука, део 21. тенковске бригаде, кренули су напред без икакве пешадијске подршке, а браниоци су их напали користећи Молотов коктел и лепљиве мине. Дванаест тенкова је уништено, а у неким случајевима, њихове посаде су спашене из запаљених олупина од немачких бранилаца.

#### Пробој Савезника
Британска 4. и индијска 4. дивизија, усредсређене на уски фронт и подржане тешком артиљеријом, пробиле су рупу у одбрани за пролаз 6. и 7. оклопне дивизије. Дана 6. маја 1943. године, на врхунцу операције Удар, британска Прва армија под генералом Кенетом Андерсоном заузела је град Тунис и америчке трупе ушле су у Бизерту. Немачка врховна команда под генералом фон Арнимом коначно се предала 12. маја.

### Предаја Осовине
Шест дана након пада Туниса и Бизерте, последњи отпор Осовине у Африци окончан је предајом више од 230.000 ратних заробљеника. Генерал-мајор Лусијан Трускот, командант америчке 3. пешадијске дивизије и генерал-мајор Ернест Н. Хармон, командант 1. оклопне дивизије САД, известили су да је немачки отпор у америчком сектору прекинут 6. маја, а немачке трупе почеле да се масовно предају.Дана 8. маја, 334. дивизија се предала британским снагама између Матеура и Тебурбе. У 10:00 сати, 9. маја, амерички 2. корпус, сада под генерал-мајором Омаром Бредлијем, опколио је генерал-мајора Густав фон Верста и остатке 5. Оклопне армије, која се предала пред подне. Најмање 12.000 Немаца предало се у сектору генерал-мајора Фрица Краусеа (од прве групе од 25.000 заробљеника, мање од 400 су били Италијани). Око 22.000 Немаца у планинском сектору Загхоуан такође су прекинули борбу 11. маја и предали се са својом опремом Слободним Французима.
Британске и империјалне снаге пријавиле су 150.000 заробљеника Осовине приведених у немачком сектору од 5. маја до 12. јуна. Генерал-мајор Гроф Теодор фон Спонек, командант 90. лаке дивизије, безусловно се предао 2. новозеландској дивизији, иако је претио да ће се борити до последњег метка. Месе, командант 1. армије, држао је линију северно од Такроунеа, а 12. маја, позвао је италијанску Врховну команду и обећао да ће се борити; у 7:55 те вечери, након немачког колапса, Мусолини је наредио Месеу да се преда. Следећег дана, 1. армија се и даље држала насупрот Енфидавиле, али је преосталих 80.000 људи било опкољено; РАФ и артиљерија су наставили бомбардовање и око поднева, 1. армија се предала Осмој армији. Дана 13. маја, све преостале снаге Осовине у Тунису, под командом маршала Ђовани Месеа, безусловно су се предале. Мессе је, уз Мусолинијево одобрење, покушао преговарати о "часној предаји" претходног дана, али је то одбачено. Раније ујутру 13. маја унапређен је у чин фелдмаршала, али савезници не би прихватили ништа осим безусловне предаје и претили су да ће наставити са својим нападима који су прекинути дан раније. У 12.20 часова Месе је дао наређења. Он и преостали немачки командант Курт фон Либенштајн предали су се лично касно у току дана.  До краја операције скоро 240.000 немачких и италијанских трупа је заробљено.